# 大西洋城鎮區 (北卡羅萊納州加特利縣)
大西洋城鎮區（英語：Atlantic Township）是位於美國北卡羅萊納州加特利縣的一個鎮區。

## 地方資料
大西洋城鎮區的面積為30.82平方千米，皆為陸地。根據2020年美國人口普查的數據，當地共有人口561人，而人口密度為每平方千米18.2人。